# Vaudevillains
I Vaudevillains sono stati un tag-team di wrestling attivo in WWE tra il 2014 e il 2017, composto da Aiden English e Simon Gotch.
Il duo aveva la gimmick dei gentiluomini di fine Ottocento e ha vinto una volta l'NXT Tag Team Championship nel corso del 2015.

## Storia
Nel giugno 2014, Aiden English ha formato un tag team con Simon Gotch con il nome The Vaudevillains. I Vaudevillains hanno debuttato il 19 giugno sconfiggendo Angelo Dawkins e Travis Tyler. Nell'agosto del 2014 i Vaudevillains hanno partecipato ad un torneo per determinare i contendenti n°1 all'NXT Tag Team Championship degli Ascension (Konnor e Viktor) ma sono stati sconfitti in finale dai Lucha Dragons (Kalisto e Sin Cara). Il 30 ottobre i Vaudevillains hanno vinto una Battle Royal, diventando i contendenti n°1 all'NXT Tag Team Championship dei Lucha Dragons. Tuttavia, il 16 dicembre a NXT TakeOver: R Evolution, i Vaudevillains sono stati sconfitti dai Lucha Dragons, fallendo l'assalto ai titoli. Dopo una lunga pausa, i Vaudevillains sono tornati nella puntata di NXT del 3 giugno 2015 dove hanno sconfitto Jason Jordan e Marcus Louis. Nella puntata di NXT dell'8 luglio i Vaudevillains hanno sconfitto Enzo Amore e Colin Cassady, diventando i contendenti n°1 all'NXT Tag Team Championship di Blake e Murphy. Nella puntata di NXT del 15 luglio i Vaudevillains sono stati sconfitti da Blake e Murphy a causa dell'interferenza di Alexa Bliss (manager dei campioni), fallendo l'assalto ai titoli. A seguito di questa sconfitta, i Vaudevillains hanno effettuato un turn face, mentre il General Manager William Regal ha annunciato un rematch titolato tra i due team in una data futura. Il 22 agosto a NXT TakeOver: Brooklyn i Vaudevillains (con Blue Pants come manager) hanno vinto l'NXT Tag Team Championship sconfiggendo Blake e Murphy. In seguito i Vaudevillains hanno partecipato al Dusty Rhodes Tag Team Classic venendo però eliminati da The Revival (Dash Wilder e Scott Dawson). Nella puntata di NXT dell'11 novembre i Vaudevillains hanno perso i titoli contro Dash e Dawson dopo 61 giorni di regno. Nella puntata di NXT del 25 novembre i Vaudevillains sono stati sconfitti nuovamente da Dash e Dawson, fallendo l'assalto ai titoli. Il duo ha effettuato nuovamente un turn heel a seguito di una serie di sconfitte e quando si sono rifiutati di stringere la mano agli American Alpha (Chad Gable e Jason Jordan). Nella puntata di NXT del 21 marzo 2016 i Vaudevillains sono stati sconfitti dagli American Alpha, i quali sono diventati i contendenti n°1 all'NXT Tag Team Championship dei Revival (precedentemente noti come Dash e Dawson). L'ultima apparizione dei Vaudevillains ad NXT è avvenuta nella puntata del 13 aprile, quando sono stati sconfitti da Johnny Gargano e Tommaso Ciampa.
I Vaudevillains hanno debuttato nel main roster nella puntata di SmackDown del 7 aprile 2016 sconfiggendo i Lucha Dragons (Kalisto e Sin Cara), loro vecchi avversari ad NXT. Nella puntata di SmackDown del 14 aprile i Vaudevillains hanno preso parte ad un torneo per decretare gli sfidanti al WWE Tag Team Championship detenuto dal New Day (Big E, Kofi Kingston e Xavier Woods) dove hanno affrontato e sconfitto ai quarti di finale i GoldDango (Fandango e Goldust). Nella semifinale, invece, svoltasi il 18 aprile a Raw, Gotch e English hanno sconfitto gli Usos (Jey Uso e Jimmy Uso), qualificandosi per la finale dove hanno affrontato Enzo Amore e Big Cass (loro vecchi rivali ad NXT) a Payback il 1º maggio, ma il match è terminato in un no contest a causa dell'infortunio di Amore, il che ha portato i Vaudevillains a vincere a tavolino l'incontro, diventando contendenti n°1 ai titoli di coppia. A seguito di questa situazione, i Vaudevillains hanno iniziato una faida con il New Day; nella puntata di Raw del 9 maggio hanno attaccato Big E, Kofi Kingston e Xavier Woods durante il loro match contro i Dudley Boyz (Bubba Ray Dudley e D-Von Dudley), permettendo a questi ultimi di trionfare. Nella puntata di SmackDown del 12 maggio Aiden English ha sconfitto Kofi Kingston. In risposta il New Day ha preso in giro i Vaudevillains nella puntata di Raw del 16 maggio, i quali hanno attaccato il trio. Nella puntata di SmackDown del 19 maggio i Vaudevillains, affiancati dai Dudley Boyz, vengono sconfitti dal New Day e Big Cass. I Vaudevillains hanno affrontato Big E e Xavier Woods del New Day il 22 maggio a Extreme Rules per il WWE Tag Team Championship ma sono stati sconfitti. Il 19 giugno a Money in the Bank i Vaudevillains non sono riusciti a conquistare il WWE Tag Team Championship in un Fatal 4-Way Tag Team match che includeva anche Karl Anderson e Luke Gallows, Enzo Amore e Big Cass e Big E e Kofi Kingston del New Day, poiché questi ultimi hanno vinto l'incontro, mantenendo i titoli. Nella puntata di SmackDown del 23 giugno i Vaudevillains sono stati sconfitti da Kingston e Big E del New Day. Nella puntata di Raw del 4 luglio i Vaudevillains sono stati sconfitti dai Golden Truth (Goldust e R-Truth). Nella puntata di Raw dell'11 luglio i Vaudevillains hanno partecipato ad una Battle Royal per determinare il contendente n°1 all'Intercontinental Championship, detenuto da The Miz, ma sono stati entrambi eliminati.
Con la Draft Lottery avvenuta nella puntata di SmackDown del 19 luglio, sia English che Gotch sono stati trasferiti nel roster di SmackDown. Nella puntata di SmackDown del 26 luglio English e Gotch hanno partecipato ad una Battle Royal per determinare uno dei sei sfidanti del Six-Pack Challenge match per determinare il contendente n°1 al WWE World Championship di Dean Ambrose ma sono stati eliminati. Nella puntata di Main Event del 29 luglio i Vaudevillains sono stati sconfitti dagli Hype Bros (Mojo Rawley e Zack Ryder). Nella puntata di SmackDown del 2 agosto i Vaudevillains sono stati sconfitti dai debuttanti American Alpha (Chad Gable e Jason Jordan). Nella puntata di SmackDown del 16 agosto i Vaudevillains, i Breezango (Fandango e Tyler Breeze) e gli Ascension sono stati sconfitti dagli American Alpha, gli Usos e gli Hype Bros in un 12-Man Tag Team match. La scena si è ripetuta nel Kick-off di SummerSlam quando i Vaudevillains, gli Ascension e i Breezango sono stati sconfitti dagli Hype Bros, gli Usos e gli American Alpha in un altro 12-Man Tag Team match. Il 25 agosto a Main Event sono stati sconfitti dagli Hype Bros. Nella puntata di SmackDown del 23 agosto è stato annunciato il WWE SmackDown Tag Team Championship e, per questo motivo, è stato indetto un torneo per decretare i due team che si affronteranno l'11 settembre a Backlash. Nella successiva puntata di SmackDown del 27 agosto i Vaudevillains hanno affrontato gli Hype Bros nei quarti di finale ma sono stati sconfitti ed eliminati. Nella puntata di SmackDown del 4 ottobre i Vaudevillains sono ritornati venendo sconfitti dagli Hype Bros. Il 9 ottobre nel Kick-off di No Mercy i Vaudevillains e gli Ascension sono stati sconfitti dagli Hype Bros e gli American Alpha. Nella puntata di Main Event del 13 ottobre i Vaudevillains sono stati nuovamente sconfitti dagli Hype Bros. Nella puntata di Main Event del 20 ottobre i Vaudevillains sono stati sconfitti dagli American Alpha. Nella puntata di SmackDown dell'8 novembre i Vaudevillains sono stati sconfitti dai Breezango, perdendo dunque la possibilità di entrare nel Team SmackDown per Survivor Series. Nella puntata di Main Event del 17 novembre i Vaudevillains sono stati nuovamente sconfitti dai Breezango. Nella puntata di SmackDown del 22 novembre i Vaudevillains hanno partecipato ad un Tag Team Turmoil match per decretare i contendenti n°1 al WWE SmackDown Tag Team Championship di Heath Slater e Rhyno ma sono stati eliminati dagli American Alpha. Il 4 dicembre, nel Kick-off di TLC: Tables, Ladders & Chairs, i Vaudevillains, gli Ascension e Curt Hawkins sono stati sconfitti dagli American Alpha, gli Hype Bros e Apollo Crews. Nella puntata di SmackDown del 13 dicembre i Vaudevillains hanno partecipato ad una Battle royal che comprendeva anche gli American Alpha, gli Ascension, i Breezango, Heath Slater e Rhyno e gli Hype Bros ma sono stati eliminati, mentre gli Hype Bros si sono aggiudicati la contesa, diventando i contendenti n°1 al WWE SmackDown Tag Team Championship. Nella puntata di SmackDown del 24 gennaio 2017 i Vaudevillains hanno partecipato ad una Battle Royal per guadagnare un posto nel Royal Rumble match del 2017 ma sono stati eliminati da Heath Slater e Rhyno contemporaneamente. Nella puntata di SmackDown del 7 febbraio gli Ascension, gli Usos e i Vaudevillains hanno sconfitto gli American Alpha, i Breezango e Heath Slater e Rhyno. Il 12 febbraio, ad Elimination Chamber, i Vaudevillains hanno partecipato ad un Tag Team Turmoil match per il WWE SmackDown Tag Team Championship ma sono stati eliminati da Heath Slater e Rhyno. Il 2 aprile, nel Kick-off di WrestleMania 33, i Vaudevillains hanno partecipato all'annuale André the Giant Memorial Battle Royal ma sono stati eliminati.
Il 5 aprile 2017 Gotch è stato licenziato, causando lo scioglimento dei Vaudevillains.

## Nel wrestling

### Mosse finali in coppia
- The Gentleman's Congress (Rolling fireman's carry slam di Gotch seguita dal That's a Wrap di English) – 2014
- Whirling Dervish (European uppercut di Gotch dietro la testa dell'avversario seguito da una Swinging neckbreaker di English) – 2015–2017

### Mosse finali dei singoli wrestler
- English
  - Director's Cut (Cobra clutch lifted and dropped into a sitout side slam)
  - That's a Wrap (Senton bomb)
- Gotch
  - Gentleman's Clutch (Bridging cobra clutch underhook suplex)

### Manager
- Blue Pants

### Soprannomi
- "The Artiste" (English)
- "The Gentleman Bruiser" (Gotch)

### Musiche d'ingresso
- "A Quicker Accomplishment" dei Art Test Music (NXT; 30 maggio 2014–25 settembre 2014)
- "Voix de Ville" dei CFO$ (NXT/main roster; 2 ottobre 2014–24 giugno 2015; 14 aprile 2016–5 aprile 2017)
- "Vau de Vire" dei CFO$ (NXT/main roster; 1º luglio 2015–7 aprile 2016)

## Titoli e riconoscimenti
- World Wrestling Entertainment
  - NXT Tag Team Championship (1)